# Eleonora de Guzmán
Eleonora de Guzmán, hiszp. Leonor Núñez de Guzmán (ur. w 1310 w Sewilli, zm. w 1351 w Talavera de la Reina) – kastylijska szlachcianka, kochanka króla Kastylii i Leónu Alfonsa XI.

## Życiorys
Była córką Piotra Núñeza de Guzmána, wywodzącego się z rodziny św. Dominika, i Joanny Ponce de León, prawnuczki króla Leónu Alfonsa IX.
Od 1329 była kochanką i prawdziwą miłością króla Alfonsa XI, a ich związek był rzeczą powszechnie znaną, gdyż nie starali się tego nawet ukrywać. Z tego związku urodziło się dziesięcioro dzieci (9 synów i 1 córka):
- Piotr Alfons (1330–1338), pierwszy pan na Aguilar de Campoo,
- Joanna Alfonsa (1330–1375), pani na Trastámara,
- Sancho Alfons (1331–1343),
- Henryk (1333–1379), hrabia Trastámara, jako późniejszy król (od 1369) Kastylii i Leónu Henryk II – założyciel dynastii Trastámara, władającej Kastylią i Leónem, Aragonią i Nawarrą,
- Fadryk Alfons (1333–1358), późniejszy pan na Haro i wielki mistrz zakonu Santiago,
- Ferdynand Alfons (1336–1342),
- Tello Kastylijski (1337–1370), hrabia Castanedy,
- Jan Kastylijski (1341–1359), pan na Badajoz i Jerez de la Frotera,
- Sancho Kastylijski (1342–1374) hrabia Alburquerque i Haro,
- Piotr Alfons (II) (1345–1359).

Romans ten wywołał nienawiść do Eleonory ze strony królewskiej żony Marii Portugalskiej, czującej się upokarzaną dwudziestoletnim, półoficjalnym związkiem jej męża. Krótko po śmierci Alfonsa Eleonora została na rozkaz królowej wdowy uwięziona, a następnie stracona (uduszona) na zamku w Talavera de la Reina przez gubernatora Toledo. Niektórzy badacze twierdzą jednak, że mogło mieć to związek z buntem synów Eleonory i Alfonsa XI, Henryka, Fadryka i Tello przeciw królowi Piotrowi I Okrutnemu, swemu przyrodniemu bratu. W kolejnych latach rywalizacja przybrała na sile, prowadząc do zamordowania Fadryka przez Piotra w 1358, tzw. wojny dwóch Piotrów (władców Kastylii i Aragonii), która poprzez zaangażowanie sił francuskich i angielskich stała się częścią wojny stuletniej, wreszcie zgładzenia Piotra przez Henryka podczas rokowań w pobliżu zamku Montiel.
Eleonora jest tytułową bohaterką opery Geatana Donizettiego Faworyta (wł. La Favorita) z 1840.